# Roland Rainer

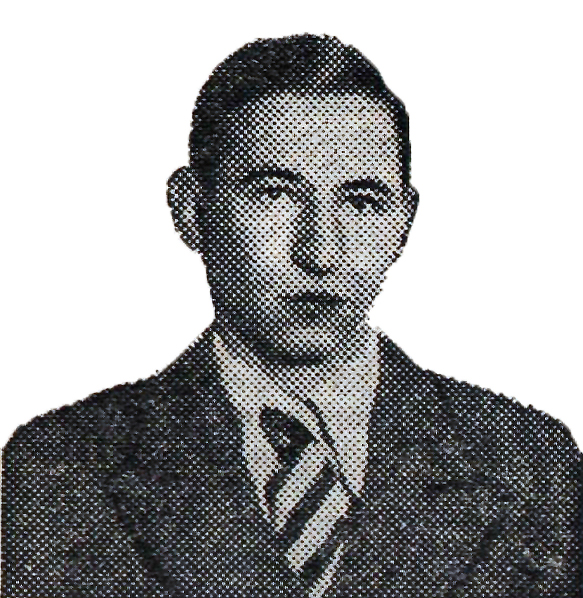
Roland Rainer (vor 1936)

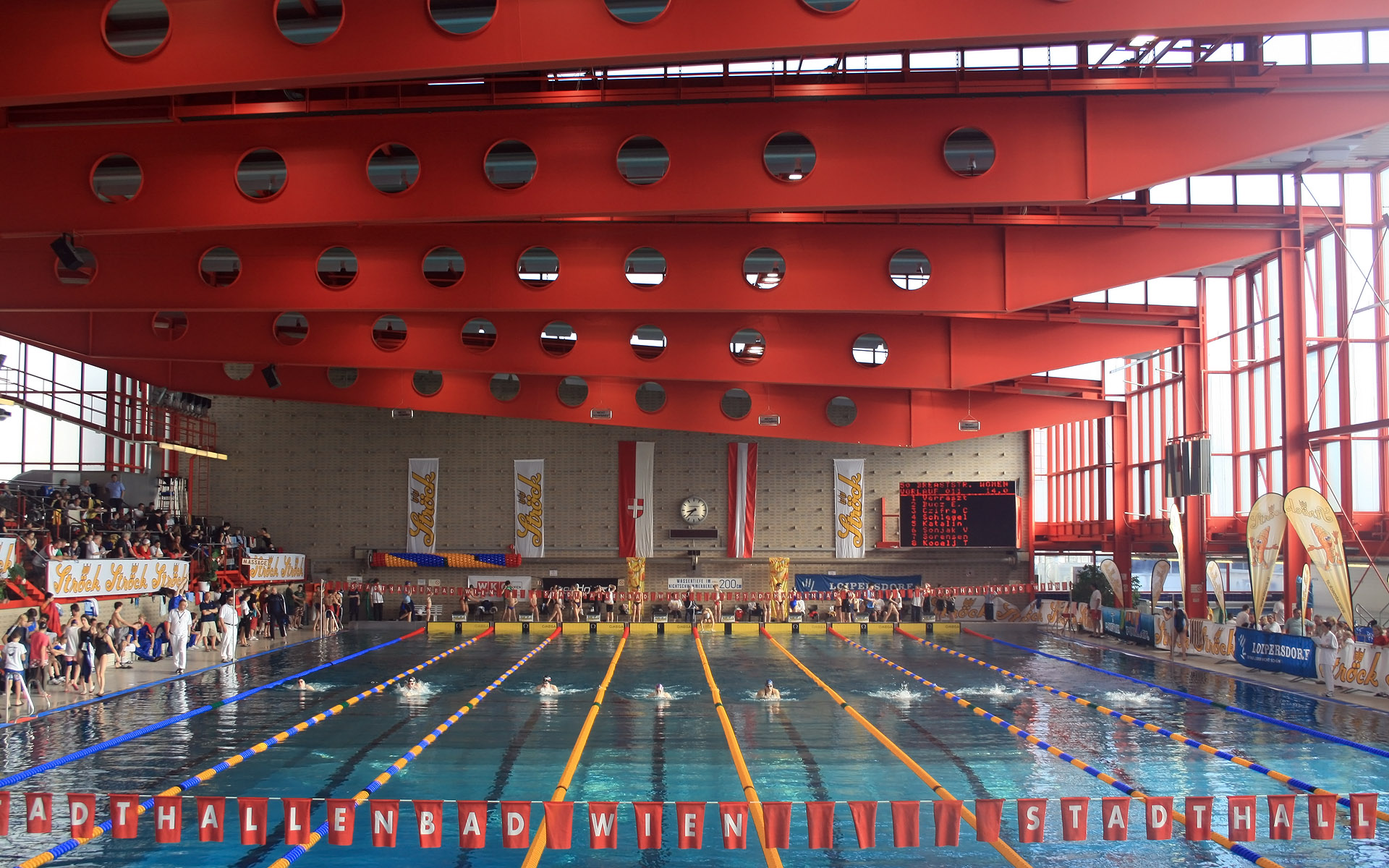
Das Wiener Stadthallenbad gehört zu den bekanntesten Bauwerken Rainers

Roland Rainer (* 1. Mai 1910 in Klagenfurt; † 10. April 2004 in Wien) war ein österreichischer Architekt.

## Leben
Nach Absolvierung der Bundes-Erziehungsanstalt Breitensee entschloss sich Rainer im Alter von 18 Jahren, Architekt zu werden, und studierte an der Technischen Hochschule in Wien. Nach Abschluss des Diplomstudiums befasste er sich in seiner 1935 approbierten Dissertation mit der Gestaltung des Wiener Karlsplatzes. In der Folge ging er zeitweilig ins Ausland, in die Niederlande sowie zu Johannes Göderitz an die Deutsche Akademie für Städtebau Reichs- und Landesplanung in Berlin. Am 15. August 1938 beantragte Rainer in Berlin die Aufnahme in die NSDAP und wurde rückwirkend zum 1. Mai desselben Jahres aufgenommen (Mitgliedsnummer 6.199.187), er soll bereits seit März 1936 illegales NSDAP-Mitglied gewesen sein. Der nationalsozialistischen Programmatik verpflichtet, zeigte er schon in der Kriegszeit sein lebenslanges Engagement für das Einfamilienhaus (gegenüber anderen, „kollektivistischeren“ Wohnformen) und rechtfertigte dies 1944, dem Zeitgeist entsprechend biologistisch, mit dem Argument, dass diese Wohnform überall dort vorherrsche, wo nach Gobineau die Fülle arischen Wesens konzentriert sei. Rainer wollte später an diese Phase seines Schaffens nicht mehr erinnert werden. 1945 wurde in Templin seine Tochter Eva Rubin geboren.
Nach dem Zweiten Weltkrieg kehrte Rainer nach Österreich zurück, wo er seine bekanntesten theoretischen Arbeiten verfasste, darunter sein Werk Städtebauliche Prosa. In seiner Autobiografie ließ Rainer seine 1944 für den Nationalsozialistischen Bund Deutscher Technik verfasste Schrift Die zweckmäßigste Hausform für Erweiterung, Neugründung und Wiederaufbau von Städten unerwähnt und erklärte als seine erste Arbeit die 1947 erschienene Monografie Die Behausungsfrage.
Mit Bescheid vom 13. Oktober 1947 wurde Rainer die Befugnis eines Architekten erteilt (Standort der Kanzlei: Markt Ysper 9, Niederösterreich). Er wurde anschließend an mehrere Universitäten berufen, und zwar an die Technische Universität Berlin, die Technische Hochschule Braunschweig, das Technion in Haifa und die Technische Hochschule München. 1953 wurde er Ordinarius für Wohnungswesen, Städtebau und Landesplanung an der Technischen Hochschule Hannover. 1954 erhielt er den Lehrstuhl für Hochbau an der Technischen Hochschule Graz und pendelte daher ständig zwischen Graz und Hannover. Ab 1955 leitete er die Meisterschule für Architektur an der Akademie der bildenden Künste in Wien. Zu seinen Schülern gehörten unter anderen Heinz Tesar, Carl Pruscha, Boris Podrecca und Margarethe Heubacher-Sentobe.
Von 1956 bis 1962 entstand eines seiner bedeutendsten Werke, die Wiener Stadthalle. Am 1. Juli 1958 wurde Rainer vom Wiener Gemeinderat mit einer Bearbeitung des Flächenwidmungsplanes beauftragt. 1958 bis Ende 1962 wirkte er in der Nachfolge von Karl Heinrich Brunner als oberster Wiener Stadtplaner. 1962 entstand daher ein Planungskonzept Wien, von dem auch viele Vorschläge verwirklicht wurden. Es kam aber zu Konflikten zwischen Rainer und der Verwaltung, was seinen Rücktritt zur Folge hatte.
Von 1980 bis 1986 stand er dem Denkmalbeirat des Bundesdenkmalamtes vor, und ab 1987 war er Vorsitzender der Kurie für Kunst des Österreichischen Ehrenzeichens für Wissenschaft und Kunst. Er selbst erhielt zahlreiche Auszeichnungen und Ehrenmitgliedschaften. Zudem war er Autor zahlreicher Bücher sowie unermüdlicher Kritiker von Bausünden und fortschreitender Umweltzerstörung.
Roland Rainer hatte drei Kinder. Seine beiden Töchter Eva Rubin und Johanna Rainer sind ebenfalls Architektinnen. 
Rainer wurde im Familiengrab am Ober Sankt Veiter Friedhof bestattet. In Wien Rudolfsheim-Fünfhaus (15. Bezirk) wurde 2006 der Platz vor der Wiener Stadthalle Roland-Rainer-Platz nach ihm benannt.

## Werke
| Foto  |                 | Baujahr                                                             | Name                                                                        | Standort                                           | Beschreibung | Metadaten                                                                                        |
| ----- | --------------- | ------------------------------------------------------------------- | --------------------------------------------------------------------------- | -------------------------------------------------- | --- | ------------------------------------------------------------------------------------------------ |
| ja    | Datei hochladen | 1949–1951                                                           | Volksschule Basler Gasse HERIS-ID: 5731 Objekt-ID: 1602                     | Basler Gasse 43 Standort                           | → Hauptartikel : Volksschule Basler Gasse f1 | P84(Architekt): P131(Ort):Liesing Region-ISO:AT-9                                                |
| BW    | Datei hochladen | 1951–1952                                                           | Werksiedlung Mannersdorf                                                    | Standort                                           | → Hauptartikel : Werksiedlung Mannersdorf f1 | P84(Architekt): P131(Ort):                                                                       |
| ja    | Datei hochladen | 1958                                                                | Wiener Stadthalle HERIS-ID: 48500 Objekt-ID: 52022                          | Roland-Rainer-Platz 1, 1150 Wien Standort          | → Hauptartikel : Wiener Stadthalle f1 | P84(Architekt):Roland Rainer, Dietrich/Untertrifaller Architekten P131(Ort):Wien Region-ISO:AT-9 |
| ja    | Datei hochladen | 1959                                                                | Stadthalle in Ternitz HERIS-ID: 80296 Objekt-ID: 94014                      | Theodor Körner-Platz 2 Standort                    | | P84(Architekt):Roland Rainer P131(Ort):Ternitz Region-ISO:AT-3                                   |
| BW    | Datei hochladen | 1962–1964                                                           | Flachbausiedlung Mauerberg                                                  | Rodaun, Wien Standort                              | | P84(Architekt):Roland Rainer P131(Ort):                                                          |
| ja    | Datei hochladen | 1962–1963                                                           | Glaubenskirche HERIS-ID: 48128 Objekt-ID: 51527                             | Simmering, Wien Standort                           | → Hauptartikel : Glaubenskirche (Wien) f1 | P84(Architekt):Roland Rainer P131(Ort):Wien Region-ISO:AT-9                                      |
| ja    | Datei hochladen | 1963–1968 (Bauteil 1), 1978–1979 (Bauteil 2), 1998–2000 (Bauteil 3) | Gartenstadt Puchenau                                                        | Standort                                           | → Hauptartikel : Gartenstadt Puchenau f1 | P84(Architekt): P131(Ort):Puchenau Region-ISO:AT-4                                               |
| ja    | Datei hochladen | 1964                                                                | Stadthalle Bremen · Wikidata                                                | Findorffstraße 101, 28215 Bremen Standort          | Anmerkung: Aufgrund der drastischen Veränderungen in Aussehen und Statik der Halle wurde von Roland Rainer eine weitere Nennung seines Namens als Architekt der Halle abgelehnt. | P84(Architekt):Roland Rainer P131(Ort):Findorff Region-ISO:DE-HB                                 |
| ja    | Datei hochladen | 1965                                                                | Friedrich-Ebert-Halle · Wikidata                                            | Ludwigshafen Standort                              | → Hauptartikel : Friedrich-Ebert-Halle f1 | P84(Architekt):Roland Rainer P131(Ort):Ludwigshafen am Rhein Region-ISO:DE-RP                    |
| ja BW | Datei hochladen | 1965–1967                                                           | Wohnhausanlage Rosa-Weber-Hof                                               | Standort                                           | | P84(Architekt):Roland Rainer P131(Ort):                                                          |
| ja    | Datei hochladen | 1968–1974                                                           | ORF-Zentrum HERIS-ID: 48368 Objekt-ID: 51826                                | Küniglberg, Wien Standort                          | → Hauptartikel : ORF-Zentrum Küniglberg f1 | P84(Architekt):Roland Rainer P131(Ort):Wien Region-ISO:AT-9                                      |
| BW    | Datei hochladen | 1968–1970                                                           | Wohnhaus Dr. Bösch                                                          | Weidlichgasse 17, Hietzing, Wien Standort          | | P84(Architekt):Roland Rainer P131(Ort):Wien Region-ISO:AT-9                                      |
| ja    | Datei hochladen | 1969–1970                                                           | Bernoulligymnasium HERIS-ID: 49230 Objekt-ID: 52872                         | Donaustadt, Wien Standort                          | | P84(Architekt):Roland Rainer P131(Ort):Kagran Region-ISO:AT-9                                    |
| ja    | Datei hochladen | 1971                                                                | Vorstufengebäude Uni Klagenfurt HERIS-ID: 103249 Objekt-ID: 119713          | Universitätsstraße 65-67 Standort                  | | P84(Architekt):Roland Rainer P131(Ort):Klagenfurt am Wörthersee Region-ISO:AT-2                  |
| ja    | Datei hochladen | 1973–1974                                                           | Stadthallenbad Wien HERIS-ID: 111213 Objekt-ID: 129002                      | Hütteldorfer Straße 2H, 1150 Wien Standort         | Anmerkung: fertiggestellt zu den Schwimmeuropameisterschaften 1974 | P84(Architekt):Roland Rainer P131(Ort):Rudolfsheim-Fünfhaus Region-ISO:AT-9                      |
| ja    | Datei hochladen | 1975–1976                                                           | Pfarrkirche Puchenau HERIS-ID: 20946 Objekt-ID: 17255                       | Gartenstadtstraße 1 Standort                       | → Hauptartikel : Pfarrkirche Puchenau f1 | P84(Architekt):Roland Rainer P131(Ort):Puchenau Region-ISO:AT-4                                  |
| ja    | Datei hochladen | 1979–1981                                                           | Neue Pfarrkirche Leonding HERIS-ID: 105077 Objekt-ID: 122039                | Stadtplatz Standort                                | Anmerkung: gemeinsam mit Gottfried Nobl | P84(Architekt):Gottfried Nobl, Roland Rainer P131(Ort):Leonding Region-ISO:AT-4                  |
| ja    | Datei hochladen | 1980–1982                                                           | Bauteil in der Wohnsiedlung documenta urbana · Wikidata                     | Hermann-Mattern-Str. 1–5 + 35, 37, Kassel Standort | Anmerkung: städtebauliche Planung documenta urbana (1979 gemeinsam mit anderen)                                                                                                  | P84(Architekt):Roland Rainer P131(Ort):Kassel Region-ISO:DE-HE                                   |
| ja    | Datei hochladen | 1982–1983                                                           | Expositurkirche Langenzersdorf-Dirnelwiese HERIS-ID: 22451 Objekt-ID: 18784 | Krottendorfer Straße 46-50 Standort                | → Hauptartikel : Expositurkirche Langenzersdorf-Dirnelwiese f1 | P84(Architekt):Roland Rainer P131(Ort):Langenzersdorf Region-ISO:AT-3                            |
| BW    | Datei hochladen | 1992                                                                | Gartensiedlung Tamariskengasse                                              | Tamariskengasse 102, Wien 22 Standort              | | P84(Architekt):Roland Rainer P131(Ort):Wien Region-ISO:AT-9                                      |
| ja    | Datei hochladen | 1996–1997                                                           | Versöhnungskirche HERIS-ID: 101942 Objekt-ID: 118292 Linz: 1571             | Linz Dornach Standort                              | → Hauptartikel : Versöhnungskirche (Linz) f1 | P84(Architekt):Roland Rainer P131(Ort):Linz Region-ISO:AT-4                                      |
| ja    | Datei hochladen | 1992–1997                                                           | Akademiehof                                                                 | Getreidemarkt 2-4, 1010 Wien Standort              | Anmerkung: mit Gustav Peichl | P84(Architekt):Gustav Peichl, Roland Rainer P131(Ort):Wien Region-ISO:AT-9                       |
| ja    | Datei hochladen | 1992                                                                | solarCity Linz Masterplan                                                   | Standort                                           | → Hauptartikel : SolarCity Linz f1 | P84(Architekt): P131(Ort):Ebelsberg Region-ISO:AT-4                                              |

## Auszeichnungen
- 1954: Preis der Stadt Wien für Architektur
- 1962: Österreichisches Ehrenkreuz für Wissenschaft und Kunst I. Klasse[19]
- 1962: Großer Österreichischer Staatspreis für Architektur
- 1969: Österreichischer Bauherrenpreis 1969 für die Siedlung Puchenau in Linz
- 1973: Ehrenmitglied („Honorary Fellow“) des American Institute of Architects
- 1979: Österreichisches Ehrenzeichen für Wissenschaft und Kunst
- 1980: Kardinal-Innitzer-Preis
- 1981: Ehrenmedaille der Bundeshauptstadt Wien in Gold
- 1982: Ehrendoktorat der Technischen Universität Wien[20]
- 1985: Ehrenring der Stadt Wien
- 1990: Bürger ehrenhalber der Stadt Wien
- 1996: Ehrendoktor der TU Berlin
- 2000: Großes Goldenes Ehrenzeichen mit dem Stern für Verdienste um die Republik Österreich[21]
- 2006: Österreichischer Bauherrenpreis 2006 für die Gartenstadt Roland-Rainer-Siedlung in St. Pölten posthum

## Schüler
- Hans Purin

## Ausstellung
- Roland Rainer. (Un)Umstritten – Neue Erkenntnisse zum Werk (1936–1963). Ausstellung im Architekturzentrum Wien, 20. Oktober 2018 – 7. Januar 2019, kuratiert von Ingrid Holzschuh, Waltraud P. Indrist und Monika Platzer

## Symposien
- Roland Rainer im Kontext. Im Rahmen der Ausstellung „Roland Rainer. (Un)Umstritten. Neue Erkenntnisse zum Werk (1936–1963)“, Architekturzentrum Wien, 20. Oktober 2018, Konzept von Ingrid Holzschuh und Monika Platzer

## Veröffentlichungen
- Einen ausführlichen Überblick über Roland Rainers Publikationen in der NS-Zeit gibt der Artikel von Franz Untersmayr in der Wiener Zeitschrift FORVM, siehe unten in den Einzelnachweisen.
- Die gegliederte und aufgelockerte Stadt. Gemeinsam mit Johannes Göderitz und Hubert Hoffmann, Berlin 1945.
- Ebenerdige Wohnhäuser. Berglandverlag, Wien 1948.
- Die gegliederte und aufgelockerte Stadt. Gemeinsam mit Johannes Göderitz und Hubert Hoffmann, Tübingen 1957.
- Lebensgerechtes Bauen. Akademische Druck- und Verlagsanstalt, Graz 1978.
- Bauen und Architektur. Akademische Druck- und Verlagsanstalt, Graz 1980.
- Gärten. Akademische Druck- und Verlagsanstalt, Graz 1982.